# Актел (верхний приток Семы)
Актел — река в России, протекает в Республике Алтай. Длина реки составляет 10 км.
Начинается на западном склоне Семинского хребта к востоку от села Актел, течет в западном направлении. Устье реки находится в 26 км по правому берегу реки Сема на высоте 518 метров над уровнем моря.
Основные притоки — реки Ерка (левый) и Писченду (правый).

## Данные водного реестра
По данным государственного водного реестра России относится к Верхнеобскому бассейновому округу, водохозяйственный участок реки — Катунь, речной подбассейн реки — Бия и Катунь. Речной бассейн реки — (Верхняя) Обь до впадения Иртыша. Код водного объекта — 13010100312115100006954.